# Leika Mochán
Leika Mochán (Cd. de México, México) es una cantante, directora musical y compositora mexicana. Ha sido integrante de los grupos musicales Muna Zul, Los Aguakates, Proyecto Gecko, MamaSónika, Frágil y Cancioncitas (con Iraida Noriega y Pío Cineamano). Actualmente (2025) es parte de Las Billies, Aliento y Latido, y es directora adjunta del Coro Acardenchado. y directora de Aliento y Latido y de La Parvada (música immersiva). Ha hecho música para teatro, danza, cine y cabaret. Su búsqueda musical se centra principalmente en el ensamble vocal y la percusión corporal tomando como referencia los usos de la voz en música tradicional del mundo y la exploración sonora. Es pionera en México de la técnica livelooping.

## Trayectoria
Estudió música desde los cinco años, siendo su primer instrumento el violín. Estudió formalmente canto desde los 12 años, edad en la que integró su primer coro. Es egresada de la Escuela Superior de Música del Instituto Nacional de Bellas Artes, de donde se graduó en jazz con especialidad en canto y scat. Ha impartido cursos en instituciones como la Escuela Superior de Música, la Universidad de Ciencias y Artes de Chiapas, el Instituto de Jazz Tónica de Guadalajara y el Centro de Estudios de Jazz de la Universidad Veracruzana. Sus grandes maestras han sido Chela Cervantes, Iraida Noriega e Isabel Tercero, entre muchas otras.
En 2001 publicó su primer disco con el trío vocal Muna Zul bajo el sello Tzadik de John Zorn. Con esta agrupación se presentó en Francia, Italia, Argentina, Chile y Estados Unidos. Después tuvo varios grupos musicales como Los Aguakates, Proyecto Gecko, MamaSonika, diversas colaboraciones con Iraida Noriega, Gustavo Nandayapa, Friego, Juan Pablo Villa y Dramane Dembelé, y ha participada como invitada en muchos otros proyectos.  En 2010 sacó su primer disco solista explorando todas las posibilidades de la voz desde el livelooping. Como solista se ha presentado en Colombia, Bélgica, Brasil, EEUU y en todo México. Este proyecto sigue vigente (2025) tanto en versión concierto, en versión callejera sobre ruedas de bicicleta con la Kaleidokleta y en versión grupal con tríos de diferentes dotaciones musicales. En 2021-2024 recibe el reconocimiento del Sistema Nacional de Creadores del Arte, con el cual genera 3 conciertos inmersivos, sensoriales y envolventes. Actualmente es integrante de Las Billies, Aliento y Latido, directora adjunta del Coro Acardenchado y directora de La Parvada.

## Obra

### Solista
- Regresar (sencillo digital, 2023)
- Leika Mochán Cantoras del Ombligo de la Luna con Iraida Noriega, Valentina Marentes, Laura Murcia, Ma. Emilia Martínez, Jenny Beaujean, Claudia Arellano Larragoiti y Silvana Estrada (disco digital 2020)
- Leika Mochán Trenzando (independiente 2017)
- Leika Mochán Kaleidojísmos (Intolerancia 2009)

### Discografía Colaborativa
- Las Billies con Ingrid y Jenny Beaujean, Luz Varela, Claudia Arellano Larragoitti, Citlalli Toledo (compilación digital, 2023)
- Nana Lalú y Nana Cósmica del Coro Acardenchado (parte de Mexican Lullubies de Platoon, 2022)
- MamaSónika Traigo (sencillo digital, 2020)
- Iraida Noriega, Leika Mochán y Pio Cineamano, Cancioncitas (disco digital, 2018)
- Coro Acardenchado Aquellos Otros (grabado en Radio UNAM, 2017)
- Iraida Noriega, Edmée Diosa Loca y Leika Mochán, Frágil (disco digital, 2012)
- Proyecto Gecko, Proyecto Gecko (Discos Intolerancia, 2010)
- Los Aguakates Los Aguakates (Discos Intolerancia, 2007)
- Muna Zul Enviaje (Discos Intolerancia, 2006)
- Muna Zul Muna Zul (Tzadik Records, 2002)

### Instalaciones
- Erosional: Instalación Habitada, pieza interactiva para la improvisación interdisciplinaria inspirada en el agua, el movimiento, la respuesta al sonido y los reflejos. Cocreación de Paula Rechtman, Ana Rechtman y Leika Mochán.  (Museo de la Luz y MUAC, 2016)

### Montajes originales
- Inspiración y Exhalación,  12 voces, 12 cuerpos música envolvente (2022).
- Profundidad, música y sensorialidad desde el libre albedrío (2023).
- Vuelo, momento interactivo e interdisciplinario (2024).
- Aliento y Latido, voces y percusión corporal (2025).

## Premios y reconocimientos
- Sistema Nacional de Creadores del Arte (Fondo Nacional para la Cultura y las Artes, 2010-2011.[1]).
- Llaves de la Ciudad de Santa Cruz, California[5] por su participación Y2K livelooping Fest (2018).
- Ibermúsicas Apoyo para la movilidad de músicos, otorgado a MamaSónika para apoyar una gira en Brasil (2017).
- Jóvenes Creadores, Fondo Nacional para la Cultura y las Artes (2010-2011).
- Beca del programa Estancias de Verano de la Academia Mexicana de Ciencias (1998)